# カピバラ
カピバラ（Hydrochoerus hydrochaeris）は、テンジクネズミ科カピバラ属に分類される齧歯類。ヒメカピバラH. isthmiusと2種でカピバラ属を構成する。別名オニテンジクネズミ（鬼天竺鼠）。学名はギリシャ語で水の豚を意味し、漢名も水豚と呼ばれる。現生種の齧歯類では最大の種である。南アメリカ東部アマゾン川流域を中心とした、温暖な水辺に生息する。

## 呼び名
グアラニー語の「ka'apiûara（細い草を食べる者）」にちなみ、それがスペイン語に転訛して「Capibara」と呼ばれるようになった。日本では同じ言語の「Kapiyva」（草原の主）に由来するとの説が一般に広く流布しているが明確な根拠はない。和名はオニテンジクネズミ（鬼天竺鼠）。なお、日本ではしばしば誤ってカピパラやカビパラと表記されることもある。

## 形態
体長106 - 134センチメートル。体重オス35 - 64キログラム、メス37- 66キログラムと現生の齧歯類でも最大。
体毛はタワシのような手触りの硬く長いもので、体を震わせるだけで水を落とすことが出来る。
前肢の指は4本、後肢の趾は3本。指趾の間には小型の水かきがある。下顎の大臼歯は左右に4本ずつ（他のテンジクネズミ科は3本ずつであったため区別されていた）あり、第1 - 3大臼歯の3本と、第4大臼歯1本の大きさがほぼ等しい。肛門の周囲に臭腺（肛門腺）がある。
オスは鼻面に卵状に盛り上がった毛で被われない臭腺（モリージョ）が発達するが、メスではほとんど発達しない。オスは肛門腺の周囲の体毛が抜けやすく固く透明なカルシウム塩で覆われるが、メスは肛門腺の周囲の体毛が抜けずに粘着質の分泌物で覆われる。

## 分類
カピバラ属のみでカピバラ科を形成する説もあった。2002年に発表されたGHR遺伝子のエクソン・TTF遺伝子のイントロン・ミトコンドリアDNAの12S rRNAの塩基配列を決定し最大節約法と最尤法によって行われた系統解析では、カピバラ属がモコ属と単系統群を形成すると推定されたためテンジクネズミ科に含める説が有力である。

## 生態
河辺にある開けた草原から熱帯雨林など様々な環境に生息する。性格は非常に穏やかで、人間に懐くことからペットとしても人気がある。2 - 200ヘクタールの行動圏内で生活するが、通常は10 - 20ヘクタールの行動圏内で生活する。行動圏は重複することもあり、乾季には特にその傾向が強く2つ以上の群れが同じ場所で採食を行うこともある。雨季には優位のオスと1頭から複数頭のメス・複数頭の幼獣・劣位の複数頭のオスからなる成獣が平均10～20頭の群れを形成するが、40頭に達する群れを形成することもある。乾季には少なくなった水場にこれらの群れが集まり、約100頭に達することもある。群れの構成は主な個体は変動が少なく閉鎖的で、単独のオスが群れに加わろうとすると群れにいるオスによって排除される。一方で劣位のオスは変動的に群れへ合流・離脱を繰り返す。
昼間は水中で休み、午後遅くから夕方に採食を行う。夜間は休息と採食を交互に行う。群れを成して泳ぎ、捕食動物から身を隠すために5分以上もの潜水ができる。鼻先だけを水上に出して眠ることもある。危険を感じた個体は鳴き声をあげ、それを聞いた他の個体は立ちあがるか水中へ逃げる。逃げる際には幼獣を成獣が取り囲んで防衛する。
泳ぎは得意であるが雨に濡れることは好まず、雨天時には身を寄せ合って雨宿りする。また寒さに弱いため気温が下がると身を寄せ合って保温を行う。
植物食で、水中や水辺にあるイネ科の植物などを食べる。動物園では果実なども与えられているが、新鮮な草を好み、牧草の青草や干し草、キャベツ、リンゴ、サツマイモ、人参、桑の葉、イネ科草、草食用の固形飼料が与えられている。
幼獣の捕食者はヤブイヌなどイヌ科の構成種、コンドル類、ワニ類が挙げられる。
前歯は伸び続けるが、伸びすぎると噛み合わせが悪くなり食事に支障をきたすため、木や石を使って歯を研ぐ。小石を口に含み転がすようにして削る行動も確認されている。
交尾期になるとオスはメスをひきつけるため、鼻の上の臭腺を周囲の木の葉にこすりつける。優位のオスは群れの中心に位置して劣位のオスを群れの外縁へ追いやるが、激しく争うことは少ない。交尾は水中で行う。妊娠期間は150日。群れから離れた草むらで最大8匹（平均4匹）の幼獣を産む。出産後数時間で母親は群れにもどり、幼獣は動けるようになる生後3 - 4日で群れに合流する。授乳期間は1年以上に達するが、生後1週間で食物が食べられるようになる。群れにいるメスは母親でなくても、幼獣に授乳を行う。生後18か月で性成熟する。寿命は5 - 10年。

## 食肉としてのカピバラ
コロンビアで発見された壁画から、古代から狩猟対象だったと推測されている。
ブラジル南部、アルゼンチン北部、ウルグアイのパラナ川流域一帯では、家畜や食糧にするために捕獲されることが多かったが、現在では狩猟を禁止する国も多くなった。

## 日本で飼育されている場所

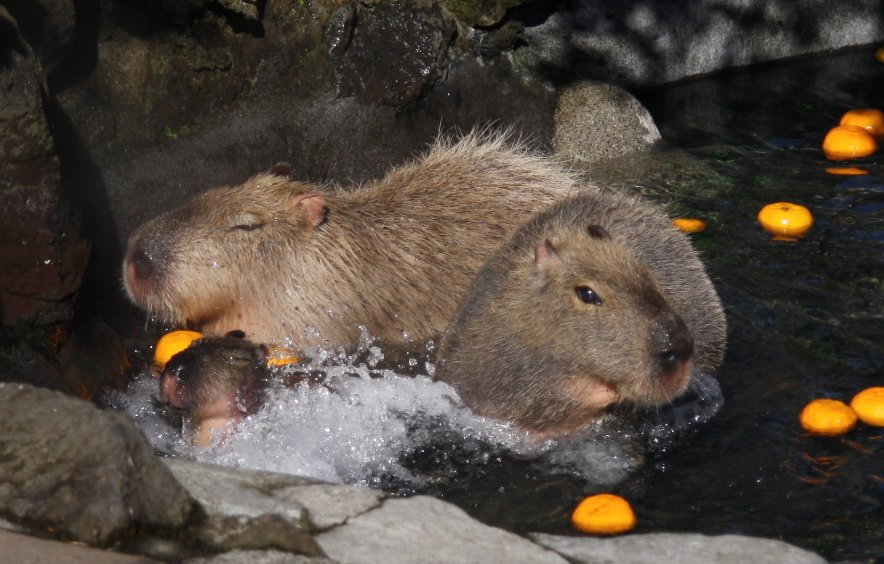
柚子湯に入るカピバラ（伊豆シャボテン動物公園）

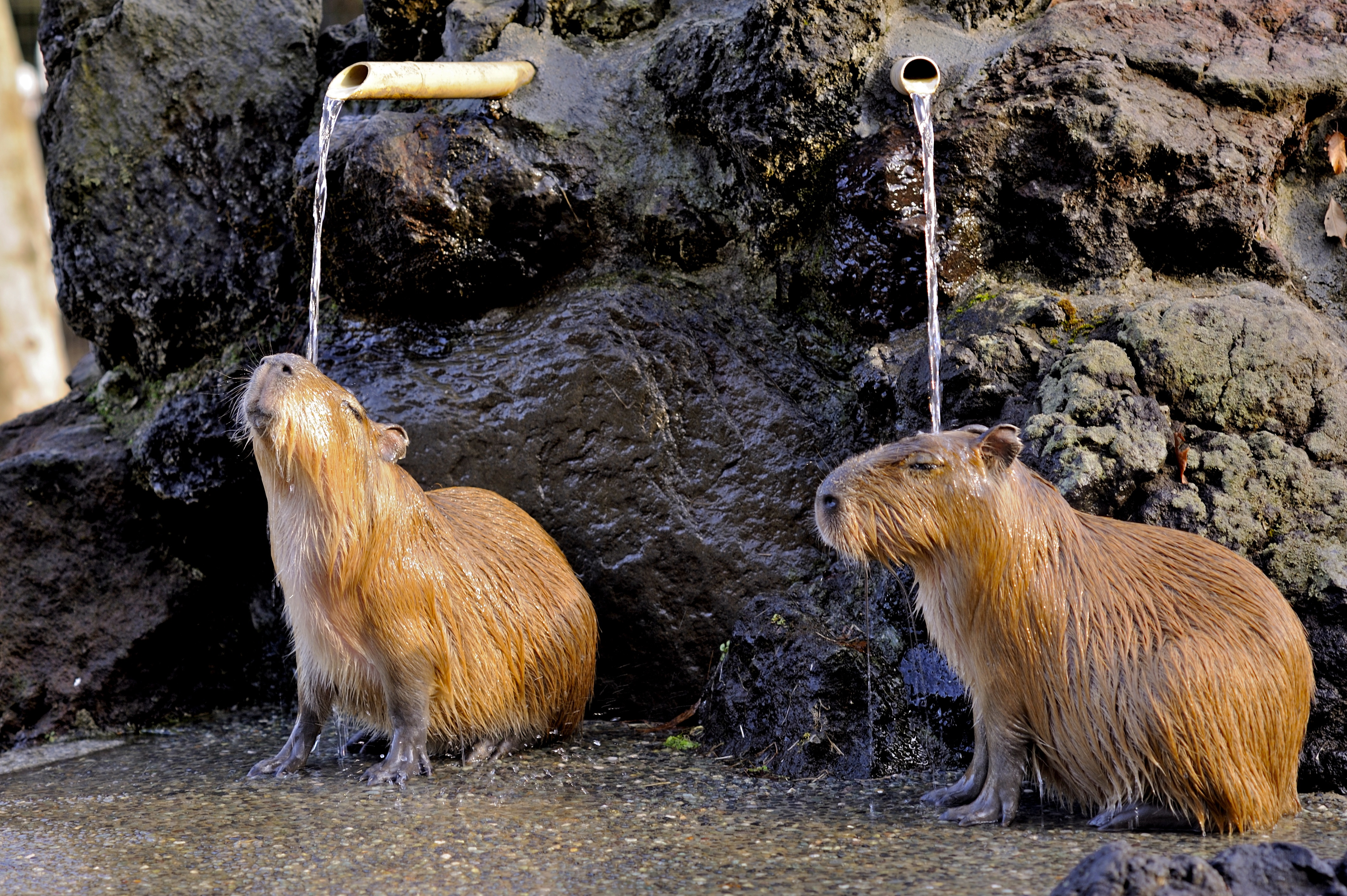
打たせ湯を浴びるカピバラ（埼玉県こども動物自然公園）

各地の動物園で飼育されている。放し飼いされているところや、餌を与えたり触れたりできるところも多い。マッサージ好きであるため、伊豆シャボテン動物公園では飼育員の寄り添いの元、来園者がカピバラの尻や腹をマッサージする触れ合い体験ができる。
最も個体数が多い動物園はとくしま動物園で、年によって変わるが、2017年に40頭を超え、2020年末の時点で94頭が飼育されている（2番目は伊豆シャボテン動物公園で27頭）。
寒さに弱いため冬場は展示していない動物園もある（例：旭川市旭山動物園）。その場合は獣舎に赤外線の温熱電球や温水パイプを配管した暖房設備を整えている。一方で冬期では露天風呂に入る姿を展示する例もある。これは1982年、獣舎を湯洗浄していた伊豆シャボテン動物公園の飼育員が、湯に尻を浸けて寛ぐカピバラを目撃し、展示場に岩を組んで露天風呂を始めた。その後は、長崎バイオパーク、埼玉こども動物自然公園、いしかわ動物園、須坂市動物園などに広まり、一種の風物詩ともなった。伊豆シャボテン動物公園、長崎バイオパーク、埼玉県こども動物自然公園、那須どうぶつ王国、いしかわ動物園では「５園国 カピバラの露天風呂協定」を締結し、共同でイベントを行っている。柚子湯に入ったり、打たせ湯を浴びる姿を見られるところもある。
2011年9月には、埼玉県こども動物自然公園からオスのカピバラ2頭が茨城県にある水族館アクアワールド・大洗に寄贈されたことで話題になった。
2014年9月13日に北九州市の「スペースワールド」内にオープンした、国内初のカピバラと触れ合えるカフェ「カピバランド」では、「伊豆アニマルキングダム」から譲られた7頭のカピバラが飼育されていた（2017年閉園）。
2015年8月現在、神戸どうぶつ王国（ポートアイランド内）では、10頭内外の個体がほぼ放し飼い状態で展示されており、エサを与えるなどして、子供でも容易にふれあうことが可能である。
2016年3月11日に四国香川県の中四国最大級テーマパーク「NEWレオマワールド」内に「カピバラ温泉」が誕生。3頭のカピバラの家族がいる。
日本でも個人でペットとして飼育することが可能である。特に法令による規制は受けていないので、許可や登録などの義務は無い。ただし、社会性が高く上下関係に厳しい動物であり、慣れていない相手には危害を加えることがある上に、脱走癖が強いため飼育難易度は高い。
高温多湿の南米の湿原に生息するカピバラは、日本では気温や湿度の低下で冬に乾燥などの肌荒れが見られる傾向がある。山口大学の大学院生と教授が、2016年から5年間行った研究で、山口県美祢市の秋吉台サファリランドでカピバラ計9頭をそれぞれ3週間、毎日15分間、同県の湯田温泉の湯に入浴させ、皮膚の水分量や色素成分のメラニン量などの平均値を測定したところ、水分量は約3倍となり、メラニン量は約1割減少するなど「美肌効果」を確認できたのに加え、入浴時の目の細め具合や耳の垂れ具合でリラックス度を観察。湯に入るといずれも目が細くなり、耳が垂れることが確認できたため、リラックス効果もあると結論づけられた。研究をまとめた論文は、Scientific Reportsに掲載された。

## 食害
沖縄県石垣市では、島外から持ち込まれた個体の野生化が2013年に報道された。2015年にはイネの食害が発生している。

## カピバラをモチーフとしたキャラクター
- カピバラさん
- はっぴーカッピ